# Cerkiew św. Teodozjusza Czernihowskiego w Łucku
Cerkiew św. Teodozjusza Czernihowskiego – prawosławna cerkiew w Łucku. Należy do parafii wchodzącej w skład eparchii wołyńskiej Kościoła Prawosławnego Ukrainy. 
Cerkiew została wzniesiona w 1906, zastępując istniejącą wcześniej drewnianą kaplicę cmentarną (obiekt znajduje się w obrębie prawosławnego cmentarza funkcjonującego od 1848). Do połowy XX wieku była to cerkiew cmentarna. 
Na początku lat 90. XX wieku obiekt przejął niekanoniczny Patriarchat Kijowski. W okresie administrowania obiektem przez tę jurysdykcję przeprowadzono remont cerkwi i wzniesiono pomnik z okazji 2000. rocznicy narodzenia Chrystusa.
Od 2018 r. cerkiew należy do Kościoła Prawosławnego Ukrainy.